# Crelan-Euphony
Crelan-Euphony war eine belgische Radsportmannschaft mit Sitz in Drogenbos.

## Geschichte
Das 1992 als Saxon gegründete Team benannte sich 1993 in Saxon-Breitex um, bevor es ein Jahr später den Namen Saxon-Selle Italia trug. Ab 1995 trug die neu organisierte Mannschaft den Namen Tönnissteiner-Saxon. 1997 änderte das Team seinen Namen in Tönissteiner-Colnago. 2000 wurde das Team in Landbouwkrediet-Colnago umbenannt. Ab 2005 nahm das Team an internationalen Radrennen als Professional Continental Team, u. a. an ProTour-Rennen, teil, ab der Saison 2010 unter dem Namen Landbouwkrediet. Nachdem die Banken Landbouwkrediet und Centea zu Crelan fusionierten, wurde das Team nach dem neuen Unternehmensnamen benannt. Das Team wurde zum Ende der Saison 2013 aufgelöst, da bis zum Ablauf der für die Registrierung bei der UCI einzuhaltenden Frist der Nachweis der finanziellen Garantie nicht erbracht wurde. Nachdem nach Angaben des Teams ein neuer Sponsor gefunden gewesen sei, habe das Team eine Fristverlängerung beantragt, was die UCI abgelehnt habe.

## Saison 2013

### Erfolge in der UCI Asia Tour
Bei den Rennen der UCI Asia Tour im Jahr 2013 gelangen dem Team nachstehende Erfolge.
| Datum       | Rennen                       | Kat. | Sieger          |
| ----------- | ---------------------------- | ---- | --------------- |
| 9. November | 8. Etappe Tour of Taihu Lake | 2.1  | Jonathan Breyne |

### Erfolge in der UCI Europe Tour
Bei den Rennen der UCI Europe Tour im Jahr 2013 gelangen dem Team nachstehende Erfolge.
| Datum         | Rennen              | Kat. | Sieger              |
| ------------- | ------------------- | ---- | ------------------- |
| 5. Mai        | Circuit de Wallonie | 1.2  | Sébastien Delfosse  |
| 12. Mai       | Rund um Köln        | 1.1  | Sébastien Delfosse  |
| 14. September | De Kustpijl         | 1.2  | Egidijus Juodvalkis |

### Erfolge in der Cyclocross Tour
Bei den Rennen der UCI-Cyclocross-Saison 2012/13 gelangen dem Team nachstehende Erfolge.
| Datum         | Rennen                                                 | Fahrer   |
| ------------- | ------------------------------------------------------ | -------- |
| 29. September | Grote Prijs Neerpelt, Neerpelt                         | Sven Nys |
| 30. September | Vlaamse Industrieprijs Bosduin, Kalmthout              | Sven Nys |
| 7. Oktober    | Superprestige Ruddervoorde, Ruddervoorde               | Sven Nys |
| 1. November   | bpost bank Trofee – Koppenbergcross, Oudenaarde-Melden | Sven Nys |
| 4. November   | Superprestige Zonhoven, Zonhoven                       | Sven Nys |
| 11. November  | Superprestige Hamme-Zogge, Hamme-Zogge                 | Sven Nys |
| 17. November  | bpost bank Trofee – Grote Prijs van Hasselt, Hasselt   | Sven Nys |
| 18. November  | Superprestige Gavere, Gavere                           | Sven Nys |
| 24. November  | UCI-Weltcup, Koksijde                                  | Sven Nys |
| 2. Dezember   | UCI-Weltcup, Roubaix                                   | Sven Nys |
| 9. Dezember   | Vlaamse Druivenveldrit, Overijse                       | Sven Nys |
| 19. Dezember  | Grote Prijs De Ster, Sint-Niklaas                      | Sven Nys |
| 26. Dezember  | UCI-Weltcup, Heusden-Zolder                            | Sven Nys |
| 29. Dezember  | Versluys Cyclocross, Bredene                           | Sven Nys |
| 10. Februar   | Superprestige Hoogstraten, Hoogstraten                 | Sven Nys |
| 17. Februar   | Grote Prijs Stad Eeklo, Eeklo                          | Sven Nys |

Bei den Rennen der UCI-Cyclocross-Saison 2013/14 gelangen dem Team nachstehende Erfolge.
| Datum         | Rennen                                                    | Fahrer   |
| ------------- | --------------------------------------------------------- | -------- |
| 18. September | CrossVegas, Las Vegas                                     | Sven Nys |
| 13. Oktober   | bpost bank Trofee – GP Mario De Clercq, Ronse-Kluisbergen | Sven Nys |
| 3. November   | Superprestige Zonhoven, Zonhoven                          | Sven Nys |
| 11. November  | Jaarmarktcross Niel, Niel                                 | Sven Nys |
| 17. November  | bpost bank Trofee – Grote Prijs van Hasselt, Hasselt      | Sven Nys |
| 18. November  | Superprestige Gavere, Gavere                              | Sven Nys |
| 8. Dezember   | Vlaamse Druivencross, Overijse                            | Sven Nys |
| 27. Dezember  | bpost bank Trofee – Azencross, Wuustwezel-Loenhout        | Sven Nys |
| 29. Dezember  | Superprestige Diegem, Diegem                              | Sven Nys |

### Abgänge – Zugänge
| Zugänge            | Team 2012                          | Abgänge          | Team 2013                         |
| ------------------ | ---------------------------------- | ---------------- | --------------------------------- |
| Maxime Vantomme    | Katusha Team                       | Dirk Bellemakers | Lotto Belisol                     |
| Pieter Van Herck   | Bofrost-Steria                     | Davy Commeyne    | Accent Jobs-Wanty                 |
| Klaas Sys          | Bridgestone Anchor                 | Bobbie Traksel   | Champion System                   |
| Christophe Prémont | Wallonie Bruxelles-Crédit Agricole | Stefan Cohnen    | Parkhotel Valkenburg Cycling Team |
| Stijn Steels       | EFC-Omega Pharma-Quickstep         | Bert De Waele    | Karriereende                      |

### Mannschaft
| Name                | Geburtstag         | Nationalität | Team 2014                                      |
| ------------------- | ------------------ | ------------ | ---------------------------------------------- |
| Frédéric Amorison   | 16. Februar 1978   | Belgien      | Wallonie-Bruxelles                             |
| Vincent Baestaens   | 18. Juni 1989      | Belgien      | BKCP-Powerplus                                 |
| Koen Barbé          | 20. Januar 1981    | Belgien      | Karriereende                                   |
| Jonathan Breyne     | 4. Januar 1991     | Belgien      | Josan-To Win Cycling Team                      |
| Joeri Bueken        | 1. März 1991       | Belgien      | T.Palm-Pôle Continental Wallon                 |
| Kevin Claeys        | 26. März 1988      | Belgien      | An Post-Chain Reaction                         |
| Sébastien Delfosse  | 29. November 1982  | Belgien      | Wallonie-Bruxelles                             |
| Gilles Devillers    | 12. Februar 1985   | Belgien      | Veranclassic-Doltcini                          |
| Reinier Honig       | 28. Oktober 1983   | Niederlande  | Math Salden Limburg                            |
| Kurt Hovelynck      | 2. Juni 1981       | Belgien      | Karriereende                                   |
| Egidijus Juodvalkis | 8. April 1988      | Litauen      | Team 3M                                        |
| Sven Nys            | 17. Juni 1976      | Belgien      | Crélan-AA Drink                                |
| Kevin Peeters       | 5. Februar 1987    | Belgien      | Vastgoedservice-Golden Palace Continental Team |
| Baptiste Planckaert | 28. September 1988 | Belgien      | Roubaix Lille Métropole                        |
| Christophe Prémont  | 22. November 1989  | Belgien      | Wallonie-Bruxelles                             |
| Joeri Stallaert     | 25. Januar 1991    | Belgien      | Veranclassic-Doltcini                          |
| Stijn Steels        | 21. August 1989    | Belgien      | Topsport Vlaanderen-Baloise                    |
| Klaas Sys           | 30. November 1986  | Belgien      | Josan-To Win Cycling Team                      |
| Pieter Van Herck    | 8. September 1991  | Belgien      |                                                |
| Sven Vanthourenhout | 14. Januar 1981    | Belgien      | Crélan-AA Drink                                |
| Maxime Vantomme     | 8. März 1986       | Belgien      | Roubaix Lille Métropole                        |
| Stagiaires          | Stagiaires         | Nationalität | Nationalität                                   |
| Frans Claes         | Frans Claes        | Belgien      |                                                |
| Tom David           | Tom David          | Neuseeland   |                                                |
| Kevin Verwaest      | Kevin Verwaest     | Belgien      |                                                |

## Platzierungen in UCI-Ranglisten
UCI-Weltrangliste
| Saison | Mannschaftswertung | Fahrerwertung             |
| ------ | ------------------ | ------------------------- |
| 1995   | 59.                | Marc Streel (711.)        |
| 1996   | 46.                | Marc Streel (136.)        |
| 1997   | 40.                | Ludo Dierckxsens (116.)   |
| 1998   | 56.                | Hans De Meester (286.)    |
| 1999   | 20. (GSII)         | Michel Vanhaecke (109.)   |
| 2000   | 25. (GSII)         | Michel Vanhaecke (128.)   |
| 2001   | 29. (GSII)         | Michel Vanhaecke (248.)   |
| 2002   | 4. (GSII)          | Jaroslaw Popowytsch (74.) |
| 2003   | 28.                | Jaroslaw Popowytsch (39.) |
| 2004   | 22.                | Jaroslaw Popowytsch (65.) |

UCI Asia Tour
| Saison    | Mannschaftswertung | Fahrerwertung              |
| --------- | ------------------ | -------------------------- |
| 2005      |                    | Sergey Lagutin (10.)       |
| 2006      |                    |                            |
| 2007      |                    |                            |
| 2008      |                    |                            |
| 2009-2010 | -                  | -                          |
| 2011      | 50.                | Baptiste Planckaert (256.) |
| 2012      | 42.                | Kevin Claeys (113.)        |
| 2013      | 25.                | Joeri Stallaert (52.)      |

UCI Europe Tour
| Saison | Mannschaftswertung | Fahrerwertung            |
| ------ | ------------------ | ------------------------ |
| 2005   | 9.                 | Nico Sijmens (10.)       |
| 2006   | 15.                | Bert De Waele (13.)      |
| 2007   | 11.                | Andy Cappelle (16.)      |
| 2008   | 23.                | Bert De Waele (32.)      |
| 2009   | 25.                | Bert De Waele (36.)      |
| 2010   | 19.                | Frédéric Amorison (122.) |
| 2011   | 7.                 | Aidis Kruopis (10.)      |
| 2012   | 19.                | Davy Commeyne (87.)      |
| 2013   | 20.                | Sébastien Delfosse (47.) |

UCI World Calendar
| Saison | Mannschaftswertung | Fahrerwertung        |
| ------ | ------------------ | -------------------- |
| 2009   | 32.                | Bert De Waele (201.) |
| 2010   | 30.                | Bert De Waele (97.)  |

## Trikothistorie

2007–2008
2010
2012